# Karl Tempel
Karl Tempel (* 1. November 1904; † 12. Februar 1940) war ein deutscher Jurist, Kommunalpolitiker (NSDAP) und zwischen 1935 und 1940 Zweiter Münchner Bürgermeister. Daneben war er SS-Führer und HJ-Führer.

## Frühe Jahre
Karl Tempel nahm bereits als 19-Jähriger am Hitler-Putsch teil. Seit 1924 war er Mitglied des Corps Bavaria München.
1930/31 machte sich Tempel in seiner Heimatstadt München als Anwalt selbstständig und vertrat Mitglieder der SA, SS und HJ in zahlreichen politischen Strafprozessen. Der Blutordensträger leitete die NSDAP-Ortsgruppe München Mitte. Als SA-Führer nahm Tempel zwischen 1930 und 1935 an allen großen Aufmärschen in München teil und brillierte als Parteiredner. In der Hitlerjugend bekleidete er seit dem 20. April 1935 den Rang eines Hauptbannführers.

## Zweiter Bürgermeister der Stadt München
Nach Hitlers „Machtergreifung“ trat Tempel der NSDAP (Mitgliedsnummer 174.652) bei. Ab April 1933 wurde er Personalreferent der Stadt München. Ab 1934 war der erst 30-jährige Jurist Ständiger Vertreter des 1. Bürgermeisters, ab 1935 Münchens Zweiter Bürgermeister.
„Im März 1934 promovierte Tempel zum Thema 'Der Begriff des Berufsbeamtentums in der neueren Gesetzgebung und Rechtsprechung, insbesondere nach dem Reichsgesetz vom 30. Juni 1933'. Dieses Gesetz war die rechtliche Grundlage für politische Säuberungen, die er unter den knapp 20 000 Beschäftigten der Stadt München mit besonderer Härte forcierte und die die Entfernung von politischen Gegnern und missliebigen Personen ermöglichten.“

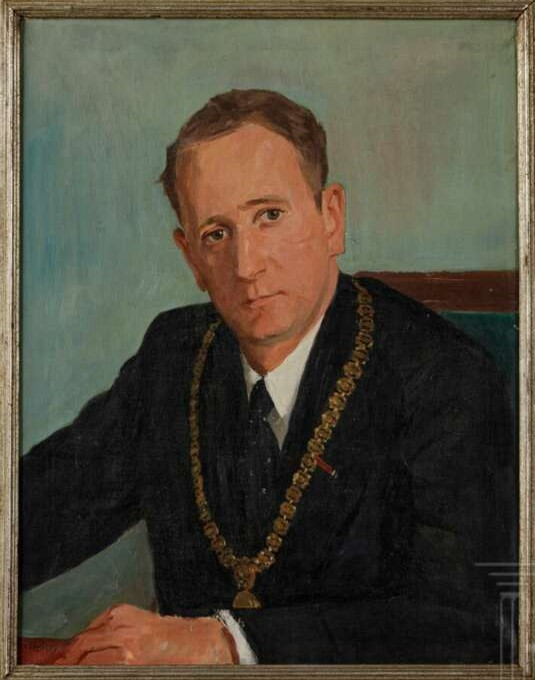
Karl Tempel mit Amtskette

Am 15. Mai 1934 wurde der Jurist mit der ständigen allgemeinen Stellvertretung des Münchner Oberbürgermeisters Karl Fiehler betraut. Fiehler war dabei wichtig, dass Tempel als langjähriger Parteigenosse seine Vertretung übernahm, um sich gegen Christian Weber abzuschirmen. 
„Tempel war das Hauptamt der Stadt München unterstellt, das sich auch mit wirtschaftspolitischen Fragen beschäftigte. Er bekleidete zahlreiche kommunale und öffentliche Ämter, unter anderem war er stellvertretender Vorsitzender des Verwaltungsrats der Münchner Stadtsparkasse. Tempel hatte den Vorsitz über die Lokalbaukommission und damit großen Einfluss auf das Bauwesen in München. Als ‚Eingemeindungsreferent' hatte er bestimmenden Anteil auf die Verwirklichung von Hitlers befohlenem Ausbau der Hauptstadt der Bewegung, was 1938 zur Einverleibung der Vororte Allach, Feldmoching, Großhadern, Ludwigsfeld, Pasing, Solln, Ober- und Untermenzing führte. Für besondere Verdienste in der ausführenden organisatorischen Tätigkeit der Olympischen Winterspiele 1936 erhielt Tempel das Deutsche Olympia-Ehrenzeichen II. Klasse (Nr. 264). Daneben war er Träger des Goldenen Ehrenzeichens der NSDAP sowie des Goldenen HJ-Ehrenzeichens. Karl Tempel war Herausgeber der Schriftenreihe des Münchner Stadtarchivs, Hauptbearbeiter des Abschnittes II des Handbuches der Gemeindeverwaltung und Mitarbeiter der Zeitschrift Die nationalsozialistische Gemeinde.“

## Karriere in der SS und Auszeichnungen
Tempel trat 1933 der SS (SS-Nr. 259.371) bei. Am 7. Januar 1935 wurde er zum SS-Standartenführer und bereits am 9. November 1936 zum SS-Oberführer ernannt. Als solcher war er beim Stab des Reichsführers SS tätig.
- SS-Ehrendegen
- Blutorden[6]
- Deutsche Olympia-Ehrenzeichen II. Klasse (Nr. 264)
- Goldene Ehrenzeichen der NSDAP, Goldene HJ-Ehrenzeichen

## Frühes Ende
Trotz eines schweren Nierenleidens entschloss sich Tempel, zu Beginn des Zweiten Weltkriegs am Überfall auf Polen teilzunehmen. Er starb während seines Heimaturlaubs am 12. Februar 1940 in München. Es folgte eine opulent von der Stadt München ausgerichtete Bestattungszeremonie. Richard Klein wurde mit der Erstellung einer Totenmaske beauftragt. Tempels Eltern erhielten nach dem Tod des Unverheirateten auf Verfügung von Karl Fiehler unbefristeten Unterhalt.
Karl Fiehler lehnte es trotz der Kriegszeit mit ihren besonderen Anforderungen vehement ab, die Stelle des Zweiten Bürgermeisters neu zu besetzen.